# ساندا (مجارستان)
ساندا (به مجاری:  Szanda) یک شهرداری در مجارستان است که در نوگراد واقع شده‌است. ساندا ۲۱٫۴۹ کیلومتر مربع مساحت و ۷۰۷ نفر جمعیت دارد.